# Håkäringhajar
Håkäringhajar eller sömnhajar (Somniosidae) är en familj av hajar som ingår i ordningen pigghajartade hajar. Enligt Catalogue of Life omfattar familjen Somniosidae 19 arter.
Namnet sömnhaj kommer från deras långsamma simning, låga aktivitetsnivå och upplevda icke-aggressiva natur. Dessa hajar är de största medlemmarna i ordningen pigghajartade hajar. Några arter är med en längd av 6 till 7 meter även längre än vithajen, som tillhör en annan ordning. Bara ett fåtal arter har taggar vid de två ryggfenorna vad som skiljer familjen från andra pigghajartade hajar. Hos flera familjemedlemmar förekommer lysorgan vid undersidan. På bålen förekommer längsgående hudveck som liknar en söm.
Sömnhajar vistas i havsområden som ligger nära Arktis eller Antarktis. Arterna lever vid ett djup av 200 till 3675 meter. Per tillfälle föds 3 till 59 ungar.
Släkten enligt Catalogue of Life och Dyntaxa:
- Centroscymnus
- Scymnodalatias
- Scymnodon
- Håkäringar[2] (Somniosus)
- Sammetshajar[2] (Zameus)